# 康科德 (阿肯色州)
康科德（英語：Concord）是一個位於美國阿肯色州克利本縣的市鎮。

## 地理
康科德的座標為35°39′51″N 91°50′45″W / 35.66417°N 91.84583°W，而該地的平均海拔高度為318米（即1043英尺）。

## 人口
根據2020年美國人口普查的數據，康科德的面積為7.99平方千米，當中陸地面積為7.98平方千米，而水域面積為0.01平方千米。當地共有人口190人，而人口密度為每平方千米23人。